# أسل هش
أسل هش (الاسم العلمي: Juncus tenuis) نوع نباتي يتبع جنس الأسل وينتمي إلى الفصيلة الأسلية.